# Sella Hasse

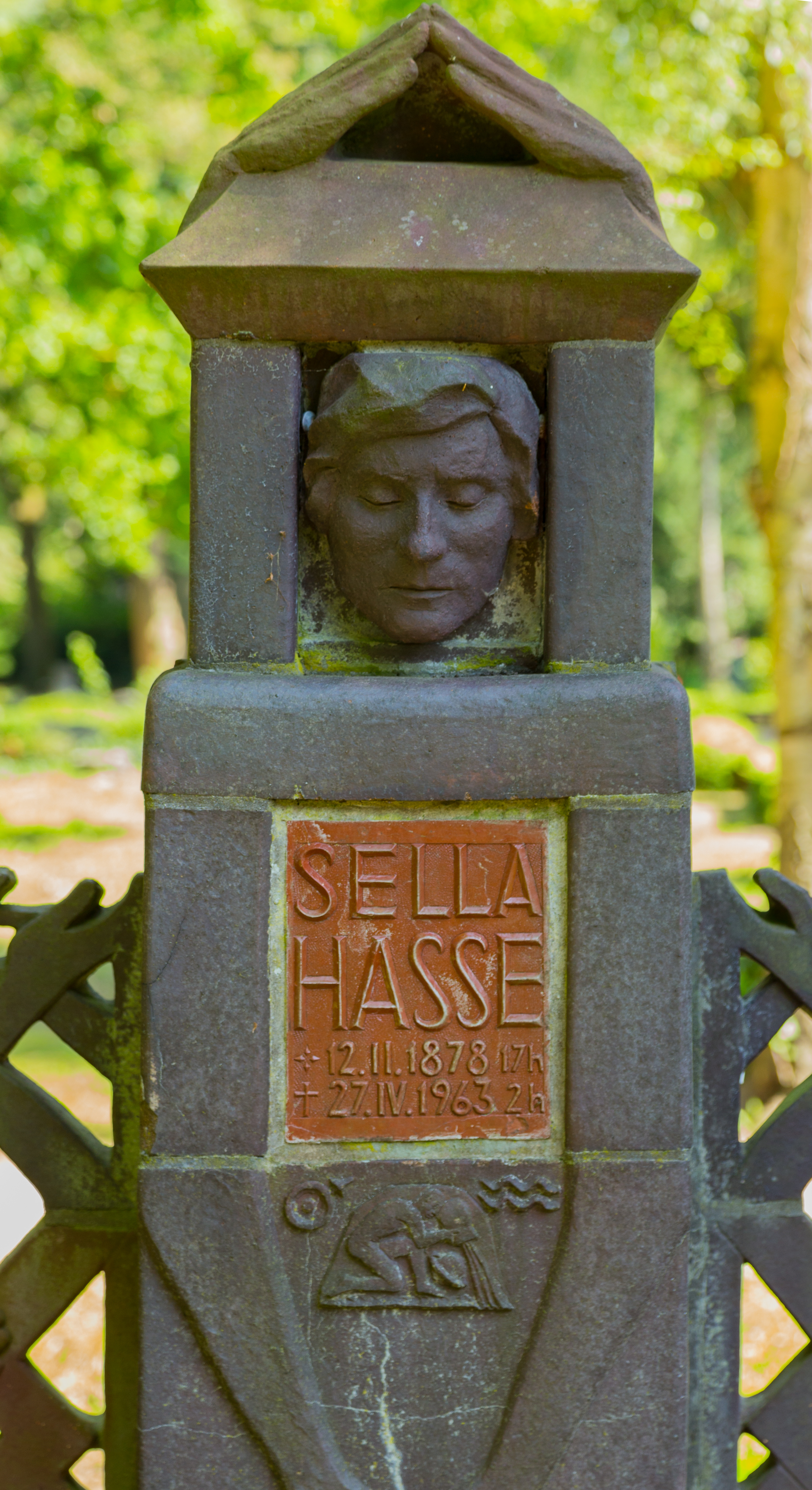
Grab von Sella Hasse, Friedhof Wismar

Sella Hasse, auch als Selly Schmidt und unter dem Pseudonym Essa Halles bekannt (* 12. Februar 1878 in Bitterfeld als Hedwig Anna Selli Schmidt; † 27. April 1963 in Berlin), war eine deutsche Malerin und Grafikerin.

## Biografie
Sella Hasse war die Tochter des Schankwirtes Johann Wilhelm Schmidt (1847–1908) und dessen Frau Clara Emma, geb. Günther (1859–1936). Sie nahm seit 1896 privaten Zeichenunterricht bei Walter Leistikow und Franz Skarbina sowie ab 1901 bei Lovis Corinth. Sie war seit 1899 verheiratet mit dem Chemiker und Dr. phil. Hermann Robert Hasse (1867–1919); 1899 wurde die Tochter Hanne Hasse († 1928) geboren. 1902 begann die Freundschaft mit der zehn Jahre älteren Künstlerin Käthe Kollwitz.
Aus beruflichen Gründen des Ehemannes zog die Familie 1904 von Berlin nach Hamburg. Hier arbeitete sie als Pressezeichnerin, unter anderem für die Hamburg Woche. Nachdem Robert Hasse einen Ruf als Dozent für Mathematik und Naturwissenschaften an die 1908 gegründete Ingenieur-Akademie Wismar erhalten hatte, zog das Ehepaar 1910 von Hamburg nach Wismar. In dieser Zeit bot Sella Hasse an, einen von den Wismarer Ingenieur-Studenten bereits seit 1909 geäußerten Wunsch nach einem Kursus für Aktzeichnen zu unterstützen. Ein offizieller Antrag vom 10. Oktober 1910 an den Rat der Seestadt Wismar für solch einen Kursus wurde jedoch abgelehnt.
1912 reiste die Künstlerin das erste Mal nach Paris, wo sie die Académie Suisse besuchte.
Seit 1930 wohnte die Künstlerin in Berlin.
1937 wurden in der Aktion „Entartete Kunst“ aus dem Stadtbesitz von Berlin, dem Städtischen Kunst- und Gewerbemuseum Dortmund, der Städtischen Kunstsammlung Gelsenkirchen, dem Wallraf-Richartz-Museum Köln, dem Vestischen Museum Recklinghausen und der Städtischen Bildergalerie Wuppertal-Elberfeld Arbeiten Sella Hasses beschlagnahmt. Fast alle wurden danach zerstört.
Von 1943 bis 1945 lebte Sella Hasse im Elsass, danach kehrte sie wieder nach Ost-Berlin zurück. Ab 1947 machte sie künstlerische Studien in Betrieben, unter anderem im Stahl- und Walzwerk Hennigsdorf. 1953 erlitt sie durch einen Unfall eine Lähmung und gab ihr künstlerisches Schaffen auf. 1955 wurde sie Ehrenmitglied im VBKD und Mitglied der Akademie der Künste. 1962 erhielt sie den Käthe-Kollwitz-Preis.
Hasses Grab befindet sich auf dem Friedhof Wismar – gemeinsam mit den Grabstätten der Mutter Emma Schmidt, der Tochter Hanne Hasse und des Ehemannes Robert Hasse. Das Grabmal ist nach einem Entwurf der Künstlerin aus dem Jahr 1928 gestaltet.

## Selbstreflexion
„Ich kam vom Schauerlebnis rhythmisch arbeitender Menschen … Der rein optische Reiz, der von bewegten arbeitenden Menschen ausgeht und eine Art Ethos, die tiefe Ehrfurcht in mir vor der arbeitenden, schwer schuftenden Kreatur, waren wohl die Antriebssignale, die mich früh zur Wiedergabe der Arbeit geleitet haben.“

## Rezeption
„Die heute so erstrebte Gemeinsamkeit von Künstler, Intelligenz und werkendem Menschen war für Sella Hasse immer gegeben. … Sie hat, abgesehen vom künstlerischen Trieb, dies alles aus sozialen Beweggründen gezeichnet.“

## Mitgliedschaften
- 1912: Deutscher Künstlerbund
- 1955: Ehrenmitglied des Verbandes Bildender Künstler
- 1962: Korrespondierendes Mitglied der Akademie der Künste in Berlin.

## Ehrungen
- 1962: Käthe-Kollwitz-Preis der Akademie der Künste[11]
- 1962: Vaterländischer Verdienstorden in Bronze
- 1981 wurde die Sella-Hasse-Straße in Berlin-Marzahn nach ihr benannt.
- In Wismar gibt es die Sella-Hasse-Straße.

## Werk
Hasse war hauptsächlich im Bereich der Druckgrafik künstlerisch tätig. Unter anderem schuf sie von 1908 bis 1910 den aus sechs Lithographien bestehenden Zyklus Hamburger Hafenarbeiter sowie von 1912 bis 1916 den Zyklus Rhythmus der Arbeit, zu dem sieben Linolschnitte gehören 1914 bis 1918 folgte der Zyklus Kriegsblätter aus sechs Holzschnitten. Sie griff vorwiegend sozialkritische Themen auf, wie das Nachkriegselend und die Ausbeutung von Arbeitern. In der DDR wurde sie vor allem durch ihre Grafiken rund um die Arbeitswelt bekannt.
Hasse malte vor allem Porträts und Landschaften. Große Teile ihres künstlerischen Nachlasses (78 Ölbilder und 250 Aquarelle) befinden sich im Stadtgeschichtlichen Museum der Hansestadt Wismar.

## Werke (Auswahl)

### Holzschnitte
- Telegrafenarbeiter (vor 1949)[15]
- Der Konstrukteur (1949)[16]
- Kabelschleppen im Walzwerk (1949)[17]
- Blinde Arbeiterinnen (vor 1953)[18]
- Selbstbildnis (1967)[19]

### Zeichnungen
- Feierabend (Tusche, vor 1953)[20]
- Transportarbeiter (Tusche, vor 1953)[21]

### Tafelbild
- Bettlerin mit Kind (Öl auf Leinwand, 72 × 87 cm, 1912; Kunstsammlungen Chemnitz)[22]

### Publikationen Sella Hasses
- Zur sozialen Wertung der weiblichen Fortpflanzungsorgane. Xenien-Verlag, Leipzig 1918 (unter ihrem Pseudonym Essa Halles)
- Rhythmus der Arbeit. In: Bettauers Wochenschrift, Wien 1925
- Leistikow-Erinnerungen. In: Mecklenburgische Monatshefte, 2, Wismar 1929, S. 71–73.
- Begegnung mit Käthe Kollwitz. In: Bildende Kunst, 2, Dresden 1955, S. 105–107.
- Erinnerungen an Lovis Corinth. In: Bildende Kunst, Berlin, 1958, S. 429

## Ausstellungen (unvollständig)

### Einzelausstellungen
- 1916: Dresden, Kunstsalon Emil Richter
- 1922: Berlin, Graphik und Glasmalereien[23]
- 1947: Schwerin, Landesmuseum
- 1958: Berlin, Kupferstichkabinett (Aus dem Graphischen Werk)[24]
- 1958: Rostock, Museum der Stadt Rostock (Malerei und Graphik)
- 1978: Berlin, Nationalgalerie (Zum 100. Geburtstag)
- 2004: Wismar, Stadtgeschichtliches Museum der Hansestadt Wismar

### Gruppenausstellungen
- 1902: Berliner Secession
- 1912: Deutscher Künstlerbund, Bremen.
- 1912: Salon de la Société Nationale des Beaux-Arts, Grand Palais, Paris.
- 1913: 5. Graphische Ausstellung des Deutschen Künstlerbundes, Hamburg.
- 1914: 1. Internationale Graphische Kunstausstellung, Leipzig.
- 1919: Kunsthaus Zürich.
- 1937: Deutsche Graphikschau, Königsberg
- 1946, 1949 und 1953: Dresden, Allgemeine Deutsche Kunstausstellung und 2. und Dritte Deutsche Kunstausstellung
- 1949: Berlin, „Mensch und Arbeit“[25]

### Postum
- 1968: Halle/Saale, Staatliche Galerie Moritzburg („Sieger der Geschichte“)
- 1970: Berlin, Altes Museum („Auferstanden aus Ruinen. Druckgraphik und Zeichnungen 1945–1970“)
- 1974: Berlin, Altes Museum („25 Jahre Graphik in der DDR. 1949–1974“)
- 1978/1979: Berlin, Altes Museum („Revolution und Realismus. Revolutionäre Kunst in Deutschland 1917 bis 1933“)
- 1979: Berlin, Altes Museum („Weggefährten – Zeitgenossen. Bildende Kunst aus 3 Jahrzehnten “)
- 1980: Berlin, Ausstellungszentrum am Fernsehturm („Retrospektive Berlin“)
- 1982: Proletarisch – revolutionäre Grafik – Italien, Venedig.
- 1986: Leipzig, Museum der Bildenden Künste („Worin unsere Stärke besteht. Kampfaktionen der Arbeiterklasse im Spiegel der bildenden Kunst.“)
- 1987: Max Klinger, Sella Hasse – Gemälde, Aquarelle, Zeichnungen, Druckgraphik. Majakowski-Galerie, Berlin.[26]
- 2004: Femme Flaneur. August-Macke-Haus, Bonn.
- 2012: Plüschow, Künstlerhaus Schloss Plüschow (”Sella Hasse, Joachim Hukal, Linda Perthen. Zwei Künstlergenerationen aus Mecklenburg.“)
- 2015: Sonaten der Farbe. Malerinnen 1900–1950, Schleswig-Holstein-Haus, Schwerin.
- 2015/16: Künstlerinnen der Moderne – Magda Langenstraß-Uhlig und ihre Zeit, Potsdam Museum.
- 2017: Fortsetzung folgt! 150 Jahre Verein der Berliner Künstlerinnen, Alexander und Renata Camaro Stiftung, Berlin.
- 2019/20: Kampf um Sichtbarkeit. Künstlerinnen der Nationalgalerie vor 1919. Alte Nationalgalerie, Berlin.

## Auslobung
- 2012 hat die Vereinte Dienstleistungsgewerkschaft ver.di erstmals einen Sella-Hasse-Preis für bildende Künstler ausgelobt.[27]